# Uromys emmae
Uromys emmae is een knaagdier uit het geslacht Uromys dat voorkomt op Owi, een eiland bij Biak, ten noordwesten van Nieuw-Guinea. Het enige exemplaar dat ooit gevangen is, een volwassen vrouwtje, is in juli 1946 gevangen. Hij is genoemd naar Emma Flannery, de dochter van de bioloog Tim Flannery, een van de beschrijvers (hij noemde ook de buideldas Echymipera davidi naar zijn zoon David). Deze soort is het nauwste verwant aan de mozaïekstaartrat (U. caudimaculatus) uit Australië en Nieuw-Guinea en aan U. hadrourus uit Noordoost-Australië. Mogelijk leeft hij ook op Biak en Supiori zelf; in 1992 hoorde Flannery van de inwoners van die eilanden dat ze een rat kenden die op U. emmae leek.
Deze soort lijkt op een kleine gewone mozaïekstaartrat (U. caudimaculatus), maar heeft kortere en bredere voeten. De korte, brede voeten en korte snuit wijzen erop dat deze soort goed aan een leven in bomen aangepast is. De kop-romplengte bedraagt 232 mm, de staartlengte 258 mm, de achtervoetlengte 50.5 mm en de oorlengte 20.5 mm.